# Гедеон (Никитич)
Епископ Гедеон Никетич или Никитич (серб. Епископ Гедеон Никетић, рум. Episcopul Ghedeon Nichitici; 1736, Буда — 20 ноября 1788, Трансильвания) — епископ Карловацкой митрополии, епископ Трансильванский.

## Биография
Родился в 1736 года в городе Буда (ныне в составе Будапешта) в сербской семье.
Рукоположён в сан диакона и пресвитера и возведён в сан протопресвитера епископом Будимским Дионисием (Новаковичем).
Оводевев, 18 июля 1775 года в Монастыре Раковац митрополитом карловацким Викентием (Йовановичем-Видаком) в присутствии епископа Бачского Арсения (Радивоевича) был пострижен в монашество. В том же году назначен настоятелем Монастыря Шишатовц с возведением в сан архимандрита.
В начале 1783 года архимандрит Гедеон был назначен викарием (помощником) епископа Буковинского Досифея (Хереску). Несмотря на противодействия трансильванских римско-католического и униатского епископов, австрийский император Иосиф II по рекомендации митрополита Карловацкого Моисея (Путника) издал указ от 6 ноября 1783 года о назначении архимандрита Гедеона православного епископом Трансильвании. 1 июля 1784 года в Сибиу состоялась интронизация епископа Гедеона.
Став епископом, поселился в большой румынской деревне Рэшинари, недалеко от Сибиу, и организовал свою епископию в соответствии с организацией сербских епископий в Карловацкой митрополии. Принял действенные меры по активизации церковной жизни и укреплению дисциплины. Вскоре после занятия кафедры ревизовал епархию, в результате были выявлены 120 552 православной семьи. В начале 1786 года епархия была поделена на 31 благочиние (протопопиат), которые охватывали 981 приход. С 19 мая 1787 по 20 июня 1788 года совершал объезды епархии, знакомился с состоянием дел в приходах, встречаясь со священниками и с благочинными, наставляя их в деле окормления паствы.
Уделял особое внимание подготовке будущих священников. Каждый кандидат в священники, согласно распоряжению епископа Гедеона 1784 года, обязательно должен быть грамотен, знать катехизис и церковное пение. Для этих целей епископ Гедеон предложил организовать семинарию, однако Венский двор не принял его предложение. Однако в 1786 году в Сибиу открылись педагогические курсы для будущих учителей, на которых готовили одновременно и священников.
Скончался 20 ноября 1788 в Трансильвании. Был похоронен в церкви Параскевы Пятницы в Рэшинари. Всё оставшееся после его смерти состояние пошло на строительство храма в Сибиу и на учреждение фонда помощи малоимущим священникам.